# Mexiko i olympiska vinterspelen 2018
Mexiko deltog i de olympiska vinterspelen 2018 i Pyeongchang, Sydkorea, med en trupp på fyra atleter (tre män, en kvinna) fördelat på tre sporter.
Vid invigningsceremonin bars Mexikos flagga av längdskidåkaren German Madrazo.